# بيتر بندكت كورنهيمر
بيتر بندكت كورنهيمر (بالإنجليزية: Peter B. Kronheimer)‏ (و. 1963  م) هو رياضياتي، وأستاذ جامعي بريطاني، ولد في لندن، شارك في الأولمبياد الدولي للرياضيات، هو عضوٌ في الجمعية الملكية.

## التعليم
تعلم في كلية ميرتون
.

## جوائز
حصل على جوائز منها:
- Oswald Veblen Prize in Geometry [الإنجليزية]‏ (2007)
- زميل في الجمعية الملكية